# Bahnhof Weizen
Der Bahnhof Weizen ist der Bahnhof des Ortsteiles Weizen der Kleinstadt Stühlingen im Landkreis Waldshut. Der Bahnhof liegt an Streckenkilometer 20,4 der von Lauchringen über Stühlingen und Blumberg nach Immendingen führenden Wutachtalbahn. Heute verkehren hier im Sommerhalbjahr Zubringerzüge zur ebenfalls nur im Sommerhalbjahr verkehrenden und hier beginnenden Museumsbahn nach Blumberg-Zollhaus.

## Geschichte
Der Bahnhof Weizen bestand ab 1876 als Endpunkt der aus Richtung Lauchringen kommenden Wutachtalbahn. Aus diesem Grund wurde hier ein Empfangsgebäude mit Güter- und Lokschuppen sowie Wasserkran und Wasserturm für Dampflokomotiven errichtet. Er liegt etwa 1500 m südöstlich der Ortschaft und bildete bald mit einem Gasthaus einen kleinen Weiler, der den Namen Weizen Bahnhof erhielt. In nur vier Jahren wurde die Wutachtalbahn als strategische Umgehungsbahn von Weizen weiter bis Hintschingen an der Schwarzwaldbahn verlängert und 1890 eröffnet. Der bisherige Endbahnhof Weizen wurde damit zum Durchgangsbahnhof.
Der durchgehende Personenverkehr auf der Wutachtalbahn ging nach dem Zweiten Weltkrieg rapide zurück. Insbesondere auf dem heute als Museumsbahn betriebenen Zwischenstück gab es zuletzt nur noch 40 Fahrgäste pro Tag. Deshalb erprobte man ab dem Sommerfahrplan 1953 den „Schienen-Straßen-Omnibus“ („Schi-Stra-Bus“). Der Bus verkehrte bis Weizen auf der Schiene, von Weizen bis Blumberg auf der Straße und ab Blumberg wieder auf der Schiene.
Der Einsatz des Schi-Stra-Bus endete 1956, nachdem der mittlere Streckenteil ab dem Haltepunkt Lausheim-Blumegg bis Blumberg zum 22. Mai 1955 stillgelegt worden war. Bis 1971 fuhren noch im unteren Streckenteil, zwischen Lauchringen und dem nach Weizen liegenden Haltepunkt Lausheim-Blumegg, Personenzüge.
Kurz nach der Einstellung des Personenverkehrs wurde das Empfangsgebäude des Bahnhofs Weizen 1971 vollständig abgerissen. Die Gleisanlagen blieben aber zunächst noch erhalten. Der Güterverkehr zur Sto AG wurde noch bis 2001 betrieben. Trotz zahlreicher Bemühungen für eine Reaktivierung des täglichen Personenverkehrs konnte dieses Ziel bis heute nicht umgesetzt werden.
1977 wurde auf dem mittleren Abschnitt Weizen–Blumberg-Zollhaus eine Museumsbahn in Betrieb genommen, die bis 2006 über zwei Millionen Fahrgäste beförderte.
Da das frühere Bahnhofsgebäude nicht mehr existiert, fuhren die Museumszüge über Jahre am einstigen Bahnsteig des früheren Bahnhofs ab. 2004/2005 wurde eine Erneuerung am Bahnsteig ausgeführt. Nach Umbauarbeiten des Freiburger Hauptbahnhofs erhielt die Museumsbahn die abgebaute Überdachung aus den 1870er-Jahren.
Die Gleisanlagen sind bis auf das Durchgangsgleis am Bahnsteig, ein Umsetz- sowie ein kurzes Abstellgleis zurückgebaut. Heute befindet sich im Bahnhofsbereich wieder ein Wasserkran für die Museumszüge.

## Verkehr

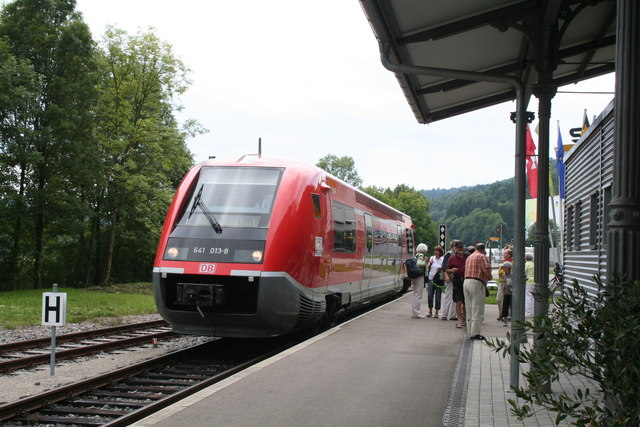
Weizen-Pendel im Bahnhof Weizen

### Bahnverkehr

#### Personenverkehr
Bis 1971 verkehrten täglich Personenzüge von Waldshut über Weizen bis zum Haltepunkt Lausheim-Blumegg. In den letzten Betriebsjahren wurden die Leistungen mit Triebwagen der Baureihe VT 98 erbracht.
Im Sommerhalbjahr gibt es sonntags zwei Regionalbahn-Verbindungen nach Waldshut, wo Anschluss an die Hochrheinbahn Basel–Singen sowie die S-Bahnen Richtung Koblenz (CH) besteht.
Im Sommerhalbjahr verkehrt darüber hinaus zwischen Blumberg-Zollhaus und Weizen die Museumsbahn Wutachtal e. V. („Sauschwänzlebahn“).
| Zuggattung | Strecke                                                                                           | Taktfrequenz                    |
| ---------- | ------------------------------------------------------------------------------------------------- | ------------------------------- |
| RB 37      | Weizen-Pendel: Waldshut – Tiengen (Hochrhein) – Lauchringen West – Eggingen – Stühlingen – Weizen | zwei Zugpaare im Sommerhalbjahr |
| WTB        | Sauschwänzlebahn: Weizen – Fützen – Blumberg-Zollhaus                                             | einzelne Züge im Sommerhalbjahr |

#### Güterverkehr
Die sich aus einem Kalksteinbruch entwickelte Firma Sto hat im Bahnhof Weizen einen Gleisanschluss, welcher jedoch seit 2001 nicht mehr regulär genutzt wird.

### Busverkehr
Die am Bahnhof Weizen befindliche Bushaltestelle trägt den Namen Weizen B314. Dort verkehrt die Regionalbuslinie 7338 zwischen Waldshut, Stühlingen und Blumberg.

### Tarife
Weizen gehört dem Waldshuter Tarifverbund (WTV) an. Dessen Tarife gelten auch auf den Zubringerzügen zur Museumsbahn. Darüber hinaus gilt sowohl in den Zügen als auch in den Bussen die KONUS Gästekarte, welche im gesamten Schwarzwald die kostenlose Nutzung von Bussen und Bahnen ermöglicht. Die Museumsbahn hat eigene Tarife.